# Lenguas binanderanas
Las lenguas binanderanas son una familia lingüística de lenguas papúes usualmente clasificadas dentro de las lenguas trans-neoguineanas (TNG) en las clasificaciones de Stephen Wurm (1975) y Malcolm Ross (2005).
Se hablan a lo largo de la costa norte y este de la península "Cola de Pájaro" en Papúa Nueva Guinea, y su presencia allí parece ser un expansión desde el norte. La familia binanderana propiamente dicha es claramente una unidad filogenética válida, a esta Ross añade el guhu-semane una lengua previamente considerada aparte, sobre la evidencia de los pronombres. El proto-binanderano ha sido reconstruido por Smallhorn (2011).

## Distribución
Smallhorn (2011:3) proporciona las siguientes cifras de población para las lenguas binanderanas:
- Guhu-Samane: 12 800
- Suena: 3 000
- Yekora: 1 000
- Zia: 3 000
- Mawae: 943
- Binandere: 7 000 (incluye el Ambasi)
- Aeka: 3 400
- Orokaiva: 24 000
- Hunjara: 8 770
- Notu: 12 900 (incluye el Yega)
- Gaena: 1 410
- Baruga: 2 230
- Doghoro: 270
- Korafe: 3 630

Totalaprox. 80 000

## Clasificación
Una clasificación usual divde a estas lenguas de la siguiente manera:
- Binanderano
  - Guhu-Samane (rama aislada)
  - Binanderano (propiamente dicho)
    - Orokaiva, Aeka, Hunjara.
    - Binandere, Suena, Zia-Yekora.
    - Baruga, Doghoro, Gaina-Korafe; Ewage (Notu)

Smallhorn (2011:444) proporciona la siguiente clasificación para estas lenguas. Las lenguas que constituyen ramas aisladas se dan en cursiva:
- Greater Binanderean
  - Guhu-Samane
  - Binanderano
    - Yekora
    - Binanderano septentrional
      - Suena
      - Zia-Mawae
        - Zia
        - Mawae

    - Binanderano nuclear
      - Binandere-Ambasi
        - Binandere
        - Ambasi

      - Binanderano meridional
        - Orokaiva
          - Aeka (Northern Orokaiva)
          - Orokaiva
          - Hunjara (Mountain Orokaiva)

        - Binanderano de la costa
          - Notu-Yega
          - Gaena-Korafe
          - Baruga
            - Tafota, Daghoro
            - Bareji, Mado

De acuerdo con Smallhorn (2011), existen dos agrupaciones principales dentro de las lenguas binanderanas el binanderano central y el binanderano nuclear.

## Comparación léxica
Los numerales en diferentes lenguas binanderanas son:
| GLOSA | Biandere N.   | Biandere N. | Biandere S.  | Yekora        | Guhu- Samane | PROTO- BINANDERE |
| GLOSA | Suena         | Zia         | Orokaiva     | Yekora        | Guhu- Samane | PROTO- BINANDERE |
| ----- | ------------- | ----------- | ------------ | ------------- | ------------ | ---------------- |
| '1'   | da-imata      | dekãõka     | vahai        | dembaka       | tena         | *da-imba-        |
| '2'   | eto           | etobe       | heriso       | eto           | eseri        | *eto-            |
| '3'   | etorobara     | etama       | 2+1          | etaremba      | tapari       | *eto-d-imba-     |
| '4'   | zo-eto zo-eto | sĩwõ patige | ika patige   | eserisa eseri | *2+2         |                  |
| '5'   | wana-da       | wãwõ zo     | igeni vahai  | uma zo        | boto tena    | *'mano una'      |
| '6'   |               |             | 5+1          |               | 5+1          | *'mano'+1        |
| '7'   |               |             | 5+2          | 5+2           | 5+2          | *'mano'+2        |
| '8'   |               |             | 5+2+1        | 5+3           | 5+3          | *'mano'+3        |
| '9'   |               |             | 5+2+2        | 5+4           | 5+4          | *'mano'+4        |
| '10'  | wana eto      | wãwõ eto    | igeni heriso | uma eto       | boto eseri   | *'mano dos'      |
La palabra 'mano' podría reconstruirse como *wamo ~ *wama (>wana- (suena), > wãwõ (zia), > uma (yekora)).